# Alphonse Jeannet

Alphonse Jeannet (1935)

Alphonse Jeannet (* 17. September 1883 in La Chaux-du-Milieu; † 9. September 1962 in Vevey) war ein Schweizer Geologe und Paläontologe.

## Leben
Er studierte Geologie an der Universität Lausanne bei Maurice Lugeon. 1912 legte er seine Dissertation über die Gruppe der Tours d’Aï in den Waadtländer Voralpen vor. Ab 1921 bis 1931 war er Professor an der Universität Neuenburg. Von 1931 bis 1953 berief man ihn als a. o. Prof. und Konservator der geologischen Sammlung der ETH Zürich. Er forschte und beschäftigte sich mit Biostratigrafie und Paläontologie der Wirbellosen, vor allem des Mesozoikums des Schweizer Juras und des Französischen Juras. Er war ein Spezialist für fossile Seeigel. Ein Schüler von ihm war René Hantke.

## Schriften
- Bibl. géologique de la Suisse pour les années 1910 à 1920, 1927
- Bibl. géologique de la Suisse pour les années 1921 à 1930, 1936
- Stratigraphie und Palaeontologie des oolithischen Eisenerzlagers von Herznach und seiner Umgebung, 1951